# Leagrave
Leagrave eller Lightgrave är en stadsdel i Luton, i distriktet Luton, i grevskapet Bedfordshire i England. Stadsdelen hade 13 897 invånare år 2021. Leagrave var en civil parish 1896–1928 när blev den en del av Luton, Houghton Regis och Sundon. Civil parish hade 1 643 invånare år 1921.